# Radical 144
El radical 144, representado por el carácter Han 行, es uno de los 214 radicales del diccionario de Kangxi. En mandarín estándar es llamado 行部, (xíng bù, ‘radical «ir» o «hacer»’); en japonés es llamado 行部, こうぶ (kōbu), y en coreano 행 (haeng). 
El radical «ir» puede aparecer siempre rodeando los caracteres que clasifica por el lado derecho e izquierdo (por ejemplo en 衎). Los caracteres clasificados bajo el radical 144 suelen tener significados relacionados con los caminos o el concepto de andar. Como ejemplo de lo anterior se encuentran 術, ‘método’; 衕, ‘carril’; 衖 ‘callejón’.

## Nombres populares
- Mandarín estándar: 行, xíng, ‘ir’.
- Coreano: 다닐행부, danil haeng bu, ‘radical haeng-ir’.
- Japonés:　行構え（ぎょうがまえ, ゆきがまえ）, gyōgamae, yukigamae, ‘radical «ir» envolviendo al carácter’.[1]
- En occidente: radical «ir», radical «hacer».

## Galería
| Estilos antiguos                                 | Estilos antiguos                  | Estilos antiguos                        | Estilos antiguos                   | Estilos antiguos                   | Estilos empleados actualmente       | Estilos empleados actualmente  | Estilos empleados actualmente    | Estilos empleados actualmente   | Estilos empleados actualmente  |
|                                                  |                                   |                                         |                                    |                                    |                                     | 行                             | 行                               |                                 |                                |
| 甲骨文 jiǎgǔwén (escritura de huesos oraculares) | 金文 jīnwén (escritura de bronce) | 简帛 jiǎnbó (escritura de bambú y seda) | 篆文 zhuànwén (escritura de sello) | 篆文 zhuànwén (escritura de sello) | 隸書 lìshū (estilo de los escribas) | 楷書 kǎishū (estilo regular)   | 楷書 kǎishū (estilo regular)     | 行書 xǐngshū (estilo corriente) | 草書 cǎoshū (estilo de hierba) |
| 甲骨文 jiǎgǔwén (escritura de huesos oraculares) | 金文 jīnwén (escritura de bronce) | 简帛 jiǎnbó (escritura de bambú y seda) | 大篆 dàzhuàn (sello grande)        | 小篆 xiǎozhuàn (sello pequeño)     | 隸書 lìshū (estilo de los escribas) | 繁體／繁体 fántǐ (tradicional) | 简体／簡體 jiǎntǐ (simplificado) | 行書 xǐngshū (estilo corriente) | 草書 cǎoshū (estilo de hierba) |

## Caracteres con el radical 144
| trazos | carácter       |
| ------ | -------------- |
| + 0    | 行             |
| + 3    | 衍 衎          |
| + 4    | 衏             |
| + 5    | 衐 衑 術 衔    |
| + 6    | 衕 衖 街 衘    |
| + 7    | 衙             |
| + 9    | 衚 衜 衝       |
| + 10   | 衛 衞 衟 衠 衡 |
| + 18   | 衢             |